# Fibigia
Fibigia là chi thực vật có hoa trong họ Cải.